# مصباح متوهج

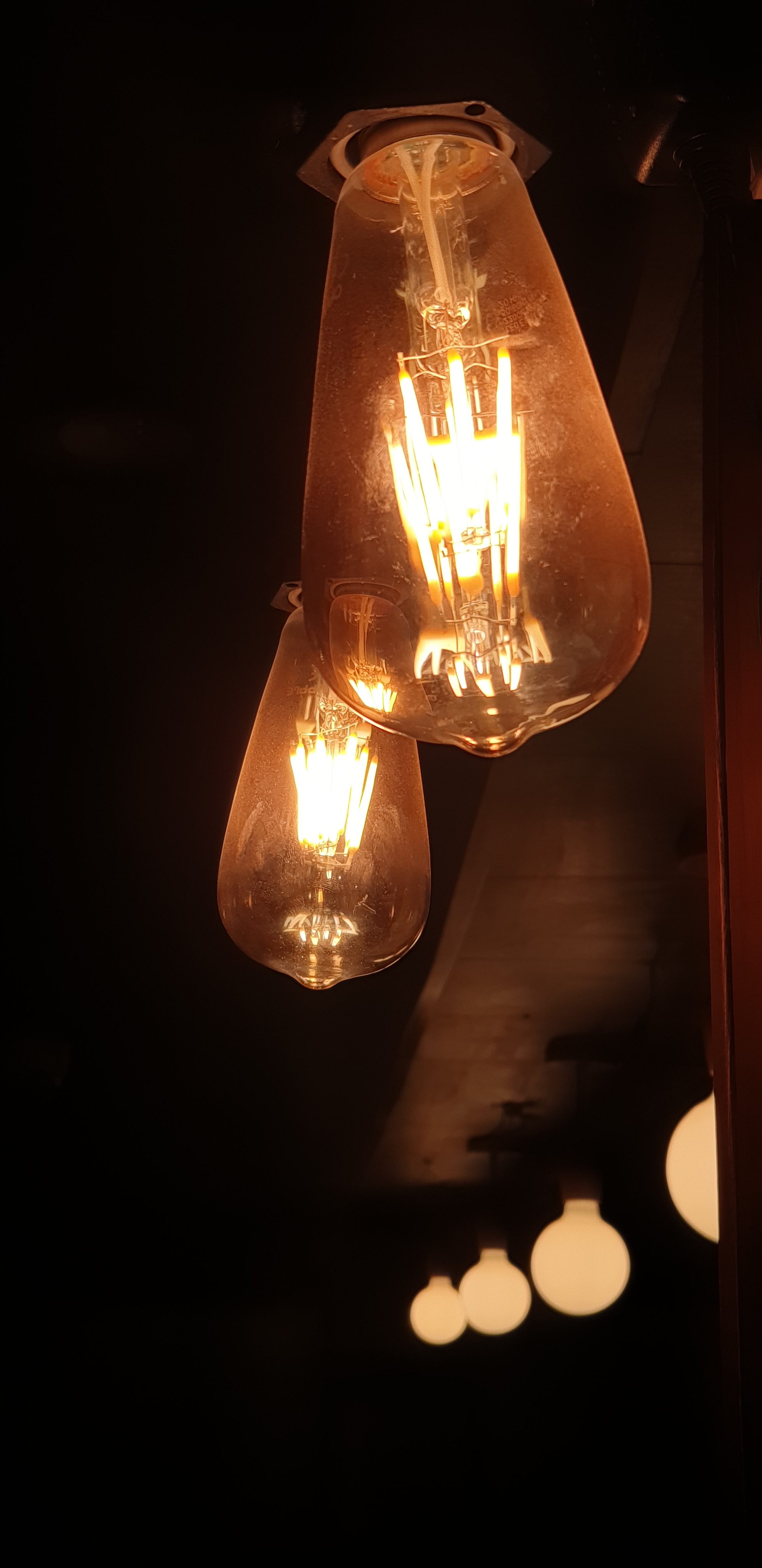
المصباح المتوهج والمَعروف بمصباح تنجستن.

المصباح المتوهج هو مصباح كهربائي يشع الضوء من سلك معدني من التنجستن. يمر التيار الكهربائي في السلك الرفيع فترفع درجة حرارته إلى درجة التوهج. سلك التوهج له مقاومة عالية، ومحمي من التأكسد بواسطة كرة زجاجية مفرغة من الهواء، أو أحيانا تحوي غاز خامل يحمي من تبخر السلك مثل خليط الأرجون والنيتروجين.
في المصباح الهاليدي تتم هذه الحماية من خلال عملية كيميائية تعيد الاجزاء المتبخرة إلى مكانها، مما يطيل عمر المصباح.
يوصل سلكان التيار الكهربائي إلى سلك التنجستن ويعملان في الوقت كرافعة له، وقد يشترك معهما سلك ثالث يعمل فقط كرافعة ولا يوصل التيار. تستند الثلاثة أسلاك على أصبع من الزجاج وهو جزء من الكرة الزجاجين ويدخل إلى وسطها.
الكرة الزجاجية متصلة بوصلتين معدنيتين لتوصيل التيار إلى داخل الكرة، وهي تضمن تقوم في نفس الوقت بالتثبيت الميكانيكي للمصباح. منها ما يكون في شكل قلاووظ، ومنها ما يعمل بمسمارين للتثبيت، وتسمى «لمبة مسمار».

## الأنواع
يصنع المصباح الكهربائي بأحجام مختلفة وبقدرات كهربائية تبدأ من 1.5 وات إلى 300 وات. وهي غير مكلفة في عملية التصنيع ولا تتطلب تجهيزات معينة لتشغيلها، وتعمل بكفائة سواء على التيار الثابت أو المتردد. ولهذه الأسباب استخدم المصباح المتوهج على نطاق واسع في المنازل والمحال التجارية وفي الاستعمالات المتنقلة مثل مصابيح السيارة ومصباح طاولة القراءة والكشاف اليدوي.
يعتبر المصباح المتوهج مهدر للطاقة الكهربائية، حيث انه يستخدم فقط 5% من الطاقة الكهربائية لتوليد الضوء والباقي يذهب كحرارة. بعض التطبيقات تتطلب مثل هذا القدر من الحرارة مثل حضنات البيض للتفقيس وصناديق الزواحف. وعمليات التجفيف والتسخين الصناعية.
وبسبب قلة الكفائة الكهربائية وجد بدائل للمصباح المتوهج من أنواع الأنارة الأخرى.

## تاريخ مصباح فتيل التنجستن

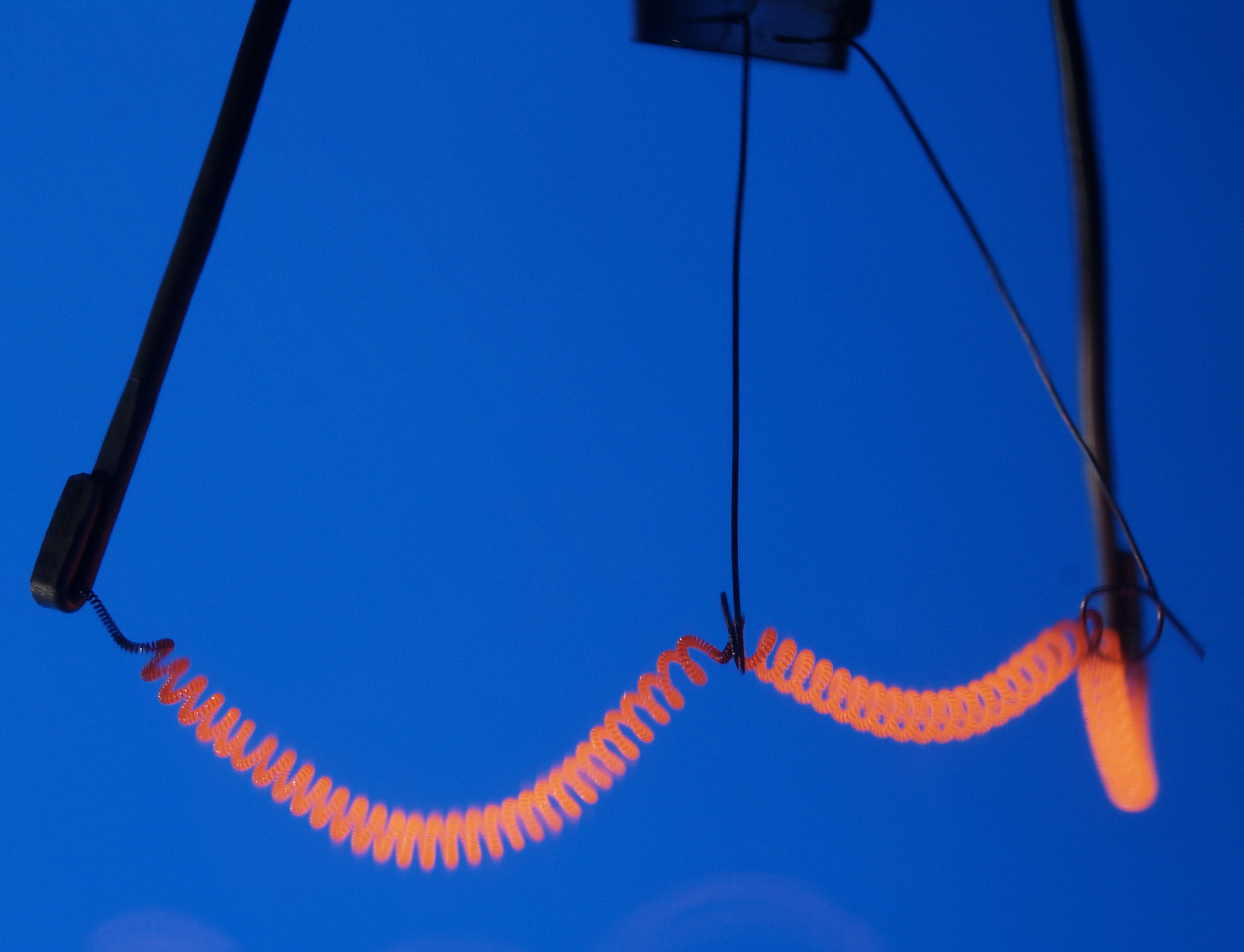
مصباح التنجستن 200 واط ، به سلكان لتوصيل الكهرباء وسلكان مساعدان لحمل السلك المتوهج.

يذكر المؤرخان روبرت فرايدال وبول إسرائيل، أن 22 مخترع سبقوا إديسون وجوزيف سوان في اختراعهما للمصباح المتوهج، لكن نسخة إديسون هي النسخة الأكثر استقرار وكفائة 

## مقارنة مع مصباح إل إي دي
يتفوق مصباح صمام ثنائي باعث للضوء على المصباح الكهربائي المعتاد بأنه أوفر كثيرا في استهلاك الكهرباء. فعلى سبيل المثال مصباح «إل إي دي» LED الذي يعمل بقدرة 7 واط يمكن أن يعوض مصباحا تقليديا يعمل بفتيل التنجستن يستهلك 40 واط، مع أن كلاهما ينتج شدة إضاء قدرها 370 لومن.